# Kuwania oligostigma
Kuwania oligostigma är en insektsart som beskrevs av De 1959. Kuwania oligostigma ingår i släktet Kuwania och familjen pärlsköldlöss.
Artens utbredningsområde är Kenya. Inga underarter finns listade i Catalogue of Life.